# Cotiporã
Cotiporã är en kommun i Brasilien.   Den ligger i delstaten Rio Grande do Sul, i den södra delen av landet, 1 500 km söder om huvudstaden Brasília. Antalet invånare är 3 917.
I omgivningarna runt Cotiporã växer i huvudsak städsegrön lövskog. Runt Cotiporã är det ganska glesbefolkat, med 27 invånare per kvadratkilometer.